# Мельник, Ярослав Иосифович
Ярослав Иосифович Мельник (укр. Ярослав Йосипович Мельник, лит. Jaroslavas Melnikas; род. 6 февраля 1959, Смыга) — украинский и литовский писатель, философ и критик.

## Биография
Родился 6 февраля 1959 году в селе, ныне поселке, Смыга Дубенского района Ровненской области.
Закончил Львовский университет по специальности «украинская филология» и аспирантуру Литературного института имени А. М. Горького.
В 1997 году в одном из крупнейших парижских издательств Robert Laffont вышел роман Ярослава Les Parias d’Eden (фр. Парии Эдема). Он получил признание литературных критиков Франции и был высоко оценен прессой страны.
В 2018 году Министерство образования и науки Украины включило его роман «Далекий простор» (Далекий простір) в обязательную программу по украинской литературе для 11 класса средних школ страны.